# Festival de Saint-Sébastien 2005
Le festival international du film de Saint-Sébastien 2005, 53e édition du festival (53 Festival de San Sebastián ou 53 Donostiako Zinemaldia), s'est tenu du 15 au 24 septembre 2005.

## Jurés
- Anjelica Huston (présidente)
- Veronica Forqué
- Enrico Lo Verso
- Claude Miller
- Lone Scherfig
- Antonio Skármeta
- Dean Tavoularis

## Sélection

### En compétition
- Les Sept Vierges (7 Vírgenes) de Juan José Ballesta
- Something Like Happiness de Bohdan Sláma
- April Snow de Hur Jin-ho
- El aura de Fabián Bielinsky
- Bang Bang Orangutang de Simon Staho
- Tournage dans un jardin anglais de Michael Winterbottom
- Entre ses mains de Anne Fontaine
- Gravehopping de Jan Cvitkovič
- Blessed by Fire (Iluminados por el fuego) de Tristán Bauer
- Je ne suis pas là pour être aimé de Stéphane Brizé
- Malas temporadas de Manuel Martín Cuenca
- Homicide (Drabet) de Per Fly
- Obaba, le village du lézard vert (Obaba) de Montxo Armendáriz
- Un été à Berlin (Sommer vorm Balkon) de Andreas Dresen
- Sud Express de Chema de la Peña et Gabriel Velázquez
- Sunflower de Zhang Yang
- Tideland de Terry Gilliam
- O Veneno da Madrugada de Ruy Guerra
- Juanita de Tanger (La vida perra de Juanita Narboni) de Farida Benlyazid

### Hors compétition
- Burt Munro (The World's Fastest Indian) de Roger Donaldson

## Palmarès
- Coquille d'or : Something like Happiness de Bohdan Sláma
- Prix spécial du jury : Iluminados por el fuego de Trintán Bauer
- Coquille d'Argent du meilleur réalisateur : Zhang Yang pour Xiang Ri Kui (Sunflower)
- Coquille d'Argent de la meilleure actrice : Anna Geislerová pour Something like Happiness
- Coquille d'Argent du meilleur acteur : Juan José Ballesta pour Les Sept Vierges (7 Vírgenes)
- Prix du jury de la meilleure photographie : Jong Lin pour Xiang Ri Kui (Sunflower)
- Prix du jury du meilleur scénario : Wolfgang Kohlhaase pour Un été à Berlin (Sommer vorm Balkon)

## Prix Donostia
- Willem Dafoe
- Ben Gazzara